# Strle
Strle je priimek več znanih Slovencev:
- Anton Strle (1915—2003), rimskokatoliški duhovnik, teolog, prevajalec, svetniški kandidat
- Drago Strle (*1952), elektronik
- Franc Strle (*1949), zdravnik epidemiolog in infektolog, akademik
- Franci Strle (1927—1991), novinar, pisatelj in partizanski zgodovinar
- Gregor Strle, elektrotehnik, filozof
- Marko Strle (*1975), defektolog
- Primož Strle (*1962), veteran vojne za Slovenijo
- Sašo Strle (*1966), matematik
- Toma Strle, filozof in kognitivni znanstvenik
- Tomaž Strle, cineast
- Urška Strle (*1977), zgodovinarka
- Vanja Strle (*1960), pesnica, pisateljica